# Скриле
Скриле (на словенски: Skrilje) е село в Словения, регион Горишка, община Айдовшчина. Според Националната статистическа служба на Република Словения през 2015 г. селото има 310 жители.